# Sol Daurella i Comadran
Sol Daurella i Comadrán (Barcelona, 1966) és una empresària catalana, presidenta de Coca-Cola European Partners, empresa que fabrica, embotella i distribueix Coca-Cola a tretze països d'Europa occidental.

## Biografia
Neta de l'empresari bacallaner Santiago Daurella i Rull i filla de l'empresari Josep Daurella i Franco, es llicencià en ciències empresarials i obtingué el Màster d'Administració d'Empreses d'ESADE. Estudià a Suïssa i a Berkeley, on cursà un màster en finances. L'any 1951, la família va obtenir la llicència per embotellar i distribuir la beguda Coca-Cola a Espanya. La seva família per part de mare, els Comadrán, es va dedicar a la indústria tèxtil.
És presidenta de l'empresa Coca-Cola European Partners, una empresa que cotitza a les borses d'Amsterdam, Nova York, Londres i Madrid. També es troba sota la seva òrbita la distribució de càpsules de cafè de Nespresso a Espanya. Des de novembre de 2014, és accionista i consellera independent del Banco de Santander. Anteriorment, ha ocupat el lloc de consellera al Banc de Sabadell (des de 2009 fins a 2014, del qual és també una accionista important), a Ebro Foods (entre 2010 i 2014), i Acciona (entre 2011 i 2015).
Des del 1992 és cònsol honorària d'Islàndia a Barcelona. És membre de la junta del Cercle d'Economia de Barcelona, presideix el consell d'administració del Teatre Nacional de Catalunya i és patrona del Palau de la Música Catalana. També forma part dels patrons de (entre d'altres) les fundacions ESADE, "Amigos del Museo del Prado", "Empieza por Educar" i de les fundacions del camp de la investigació mèdica FERO ("Fundación Privada de Estudios e Investigación Oncológica", amb seu a Barcelona), VHIO ("Vall d'Hebron Institute of Oncology"), SHE ("Foundation for Science, Health and Education", dedicada a la prevenció i a l'educación en la salut per a prevenir la malaltia cardiovascular) i l'Institut Guttmann.
Se li atribueix una fortuna de 850 milions d'euros. El rànquing 2013 de persones més riques fet per la revista Forbes la situà a la 19a. posició dels espanyols, amb una fortuna familiar estimada de 1.600 milions d'euros. Alguns mitjans la consideren la primera o la segona catalana més poderosa.
El seu marit, Carles Vilarrubí i Carrió és vicepresident del Futbol Club Barcelona, des de 2010, és vicepresident de "Rotschild España" i propietari de l'empresa "Oxer Sport", especialitzada en màrketing esportiu hípic, i que té el lideratge europeu en gestió d'instal·lacions i actes hípics internacionals.
La gestió de Sol Daurella al capdavant de Coca-Cola Iberian Partners ha estat fortament criticada per les seves reticències en contra de la llengua catalana i del compliment del Codi de Consum de Catalunya. Malgrat les demandes de començament dels noranta, es va negar a etiquetar en català tot i fer-ho en la resta de llengües europees amb nombre similar de parlants i fins i tot en islandès per a Islàndia. El 26 d'abril del 2016, va rebre la Creu de Sant Jordi per la seva “contribució a la internacionalització de l'economia catalana”, cosa que va generar polèmica arran de les seves polítiques en contra de l'etiquetatge en català.
Des del novembre del 2016 esdevé part del Consell Consultiu del Diplocat, fet que dies després va provocar nombroses crítiques entre sectors espanyolistes a la xarxa.
El 2023 fou definida per la revista Forbes com una de les 100 dones més influents d'Espanya.
El 2025 fou inclosa a la llista Forbes de les 100 dones més influents de Catalunya.